# Kinan Racing Team
Kinan Racing Team  is een Japanse wielerploeg die uitkomt in de Continentale circuits. Het team werd opgericht in 2015 onder de naam "Kinan AACA". De Nederlander Raymond Kreder staat sinds 2024 onder contract bij de ploeg.

## Bekende (oud-)renners

### Japanners
- Yasuharu Nakajima
- Hiroshi Tsubaki
- Genki Yamamoto
- Masaki Yamamoto
- Yusuke Hatanaka
- Eiya Hashimoto

### Overig
- Ryan Cavanagh
- Jai Crawford
- Marcos García
- Ricardo García
- Salvador Guardiola
- Thomas Lebas
- Drew Morey
- Raymond Kreder
- Rein Taaramäe
- Nathan Earle

## Ploeg 2025
| Naam            | Geboortedatum | Nationaliteit | Ploeg 2024               |
| --------------- | ------------- | ------------- | ------------------------ |
| Yudai Arashiro  | 03-07-1995    | Japan         |                          |
| Nathan Earle    | 04-06-1988    | Australië     | JCL Team UKYO            |
| Eiya Hashimoto  | 15-12-1993    | Japan         | Team Bridgestone Cycling |
| Thomas Lebas    | 14-12-1985    | Frankrijk     |                          |
| Taishi Miyazaki | 05-09-1999    | Japan         |                          |
| Drew Morey      | 27-11-1996    | Australië     |                          |
| Soutaa Shinguu  | 02-04-2004    | Japan         | /                        |
| Rein Taaramäe   | 24-04-1987    | Estland       | Intermarché-Wanty        |
| Ryuki Uga       | 08-10-1999    | Japan         | Saitama Sado SunBrave    |
| Genki Yamamoto  | 19-11-1991    | Japan         |                          |
| Shingen Yunoki  | 05-11-2004    | Japan         |                          |

## Overwinningen
2016
3e etappe Ronde van de Filipijnen: Wesley Sulzberger
4e etappe Ronde van Ijen: Jai Crawford
Eindklassement Ronde van Ijen: Jai Crawford
3e etappe Ronde van Singkarak: Ricardo García
2017
Eindklassement Ronde van de Filipijnen: Jai Crawford
7e etappe Ronde van Japan: Marcos García
2e etappe Ronde van Kumano: Thomas Lebas
6e etappe Ronde van Flores: Thomas Lebas
Eindklassement Ronde van Flores: Thomas Lebas
3e etappe Ronde van Hokkaido: Marcos García
Eindklassement Ronde van Hokkaido: Marcos García
3e etappe Ronde van de Molukken: Ricardo García
4e etappe Ronde van de Molukken: Hiroshi Tsubaki
5e etappe Ronde van de Molukken: Hiroshi Tsubaki
2018
1e etappe Sri Lanka T-Cup: Yasuharu Nakajima
Eindklassement Sri Lanka T-Cup: Yasuharu Nakajima
5e etappe Ronde van Japan: Thomas Lebas
6e etappe Ronde van Japan: Marcos García
Eindklassement Ronde van Japan: Marcos García
2019
2e etappe Ronde van Kumano: Thomas Lebas
Eindklassement Ronde van Indonesië: Thomas Lebas
4e etappe Ronde van Ijen: Thomas Lebas
4e etappe Ronde van het Maleisisch schiereiland: Marcos García
Eindklassement Ronde van het Maleisisch schiereiland: Marcos García
2023
2e etappe Ronde van Kumano: Genki Yamamoto
Oita Urban Classic: Ryan Cavanagh

### Nationale kampioenschappen
2018
 Japans kampioen tijdrijden, beloften: Masaki Yamamoto
 Japans kampioen op de weg, elite: Genki Yamamoto
2022
 Japans kampioen op de weg, beloften: Kazutoshi Kariya
2025
 Estisch kampioen tijdrijden, elite: Rein Taaramäe

#### Overig
2018
Aziatisch kampioen op de weg, beloften: Masaki Yamamoto
2024
 Oceanisch kampioen op de weg, elite: Ryan Cavanagh